# Cyklon Amphan
Cyklon Amphan – cyklon tropikalny, który w maju 2020 roku uderzył w Zatokę Bengalską i nadbrzeżne obszary w Indiach i Bangladeszu. Amphan stał się jedną z najsilniejszych burz, jakie odnotowano w Zatoce Bengalskiej, a jego pole zachmurzenia osiągało długość 2800 kilometrów.
Cyklon utworzył się 16 maja w Zatoce Bengalskiej, a w nocy 18 maja zarejestrowana maksymalna prędkość wiatru ciągłego osiągnęła 270 km/h. Tym samym był silniejszym niż Cyklon Odisha z 1999 roku. W miarę przemieszczania się w głąb lądu gwałtownie osłabł.
Z powodu huraganu ponad trzy miliony ludzi zostało ewakuowanych do schronów przez administrację państwową. Wysiłki mające na celu ewakuację milionów ludzi były utrudnione przez jednoczesny rozwój pandemii koronawirusa.
Wiele dzielnic Kolkaty, zamieszkanej przez ponad 14 milionów ludzi, znalazło się pod wodą, także przez powódź na krótko zamknięto lotnisko. Wiele drzew wyrwanych z korzeniami, a także zawalonych latarni znalazło się na ulicach. Cyklon zrywał dachy, linie elektryczne i przewracał samochody. W Bengalu Zachodnim odnotowano 80 śmiertelnych ofiar.
Biuro ONZ w Bangladeszu oszacowało, że 500 tys. ludzi mogło stracić swoje domy. Z pomocą ruszyło wiele organizacji filantropijnych i przemysłowych. Konfederacja Przemysłu Indyjskiego zapowiedziała, że rozprowadzi trzy tony suchej żywności, takiej jak herbatniki, żywność dla niemowląt, mleko, błyskawiczne zupki i inne artykuły. Do pomocy została wezwana również indyjska armia.
Oprócz ofiar wśród ludzi i zwierząt gospodarskich, zniszczeń infrastruktury, cyklon w czasie zbiorów spowodował poważne straty dla rolników, niszcząc ich uprawy na polach ryżowych, mango i liczi.

## Ofiary cyklonu
| Kraj       | Ofiary śmiertelne |
| ---------- | ----------------- |
| Indie      | 98                |
| Bangladesz | 26                |
| Sri Lanka  | 4                 |
| Razem      | 128               |